# James K. Farge
Pour les articles homonymes, voir Farge.
 (avril 2017).
Si vous disposez d'ouvrages ou d'articles de référence ou si vous connaissez des sites web de qualité traitant du thème abordé ici, merci de compléter l'article en donnant les références utiles à sa vérifiabilité et en les liant à la section « Notes et références ».
James K. Farge est un religieux (père basilien) et historien américain né en 1938. Il est membre du Pontifical Institute of Medieval Studies (Toronto, Canada). Ses recherches portent sur l'histoire de la Faculté de théologie de Paris au XVIe siècle. Il s'attache notamment à l'édition critiques des documents d'archives conservés dans les archives françaises.

## Principales œuvres
- Biographical Register of Paris Doctors of Theology, 1500-1536, Toronto, PIMS, 1980, 577 p.
- Orthodoxy and Reform in Early Reformation France: The Faculty of Theology of Paris, 1500-1543, Leyde, Brill, 1985, 377 p.
- Registre des conclusions de la Faculté de théologie de l'Université de Paris, Paris, Klincksiek, 1990-1994 (2 vol.)
- Le parti conservateur au XVIe siècle: Université et Parlement de Paris à l'époque de la Renaissance et de la Réforme, Paris, Collège de France, 1992, 198 p.
- Students and Teachers at the University of Paris: The Generation of 1500, Leyde, Brill, 2006, 620 p.